# Castelló Masters
De Castelló Masters Costa Azahar is een voormalig internationaal golftoernooi van de Europese PGA Tour. Het wordt op de Club de Campo del Mediterráneo bij Valencia gespeeld. Het toernooi is op de agenda in de plaats gekomen van de Mallorca Classic, die van 2003 - 2007 werd gespeeld. In 2010 wordt de Mallorca Classic voortgezet als de Open Cala Millor Mallorca en heeft een plaats op de agenda gekregen in de maand mei.
De eerste editie van de Castelló Masters werd gewonnen door Sergio García, die tevens gastheer van het toernooi was, aangezien zijn vader op die baan les geeft en hijzelf daar opgroeide. Hij won met een score van -20. Tweede werd de Zweed Peter Hedblom.
Een jaar later won Michael Jonzon toevallig met dezelfde score. De tweede plaats werd toen gedeeld door Christian Nilsson en Martin Kaymer. Maarten Lafeber werd vijfde met -16, Robert-Jan Derksen werd 25ste met -9.
In 2010 won de 17-jarige Italiaanse rookie Matteo Manassero. Ignacio Garrido werd tweede met -12 en Joost Luiten eindigde met -11 op de derde plaats.

## Winnaars
| Jaar                          | Winnaar                       | Score                         | Score                         |
| Castelló Masters Costa Azahar | Castelló Masters Costa Azahar | Castelló Masters Costa Azahar | Castelló Masters Costa Azahar |
| ----------------------------- | ----------------------------- | ----------------------------- | ----------------------------- |
| 2008                          | Sergio Garcia                 | 264                           | -20                           |
| 2009                          | Michael Jonzon                | 264                           | -20                           |
| 2010                          | Matteo Manassero              | 268                           | -16                           |
| Castelló Masters              |                               |                               |                               |
| 2011                          | Sergio García                 | 257                           | -27                           |